# Station Polichna Kraśnicka
Station Polichna Kraśnicka is een spoorwegstation in de Poolse plaats Polichna.